# The Man Who Sold the World (brano musicale)
The Man Who Sold the World è un brano musicale scritto dall'artista inglese David Bowie, ottava traccia dell'album omonimo del 1970.
Nel 1973 venne pubblicato due volte su 45 giri, come lato B di Life on Mars? e della riedizione di Space Oddity uscita negli Stati Uniti.
The Man Who Sold the World è stata oggetto di numerose cover, la più celebre delle quali è probabilmente quella acustica registrata nel 1993 dai Nirvana nel programma MTV Unplugged e che si trova al primo posto nella classifica delle 50 migliori cover di tutti i tempi stilata nel 2009 dalla rivista musicale Spin, con la seguente motivazione: «La voce sofferente di Kurt Cobain nella versione unplugged dei Nirvana di questa melodia cosmica di Bowie del 1970 appare ancora più inquietante dopo che la canzone è diventata un classico del rock postumo».

## Il brano
Come per altri dei suoi lavori dei primi anni settanta, David Bowie ha mantenuto a lungo la massima segretezza intorno al significato di The Man Who Sold the World. Alcuni biografi hanno suggerito un modello nel poema guerresco Strange Meeting di Wilfred Owen, il cui narratore entra in un paesaggio onirico dove incontra il soldato nemico ucciso in battaglia, altri hanno visto attinenze con Il compagno segreto di Joseph Conrad, Incontro di notte di Ray Bradbury e, soprattutto nei sinistri versi iniziali, con la poesia Antigonish di Hughes Mearns conosciuta anche col titolo The Little Man Who Wasn't There:
Nel 1997 Bowie ha parlato del brano durante lo special radiofonico della BBC ChangesNowBowie: «Penso di averla scritta perché c'era una parte di me che stavo ancora cercando... Per me quella canzone ha sempre esemplificato lo stato d'animo che si prova quando si è giovani, quando ci si rende conto che c'è una parte di noi che non siamo ancora riusciti a mettere insieme, c'è questa grande ricerca, un gran bisogno di comprendere realmente chi siamo».

## Formazione
- David Bowie - voce, chitarra, Güiro
- Mick Ronson - chitarra
- Tony Visconti - basso, pianoforte, chitarra
- Mick Woodmansey - batteria
- Ralph Mace - sintetizzatore

## The Man Who Sold the Worlddal vivo
Nonostante sia ormai considerato uno dei classici di David Bowie, The Man Who Sold the World non ha mai trovato spazio nelle esibizioni dal vivo fino agli anni novanta, con l'unica eccezione del Saturday Night Live del 15 dicembre 1979 in cui si esibì con Klaus Nomi e Joey Arias.
Venne inserita stabilmente delle scalette solo a partire dall'Outside Tour 1995-96, con un rifacimento trip hop ad opera di Brian Eno che lo stesso giorno del missaggio affermò: «Ha un sound assolutamente contemporaneo, ho aggiunto delle voci d'accompagnamento e un segnale intermittente tipo sonar. Ho anche un po' scolpito il pezzo, per dargli contorni più definiti». In seguito è stata eseguita durante l'Earthling Tour 1997 e il Reality Tour 2003-04.
Tra le occasioni "estemporanee" in cui The Man Who Sold the World è stata eseguita dal vivo:
- 23 novembre 1995, MTV Europe Music Awards.
- 3 dicembre 1995, Later... with Jools Holland, programma trasmesso da BBC Two.
- 28 gennaio 1996, Taratata, programma trasmesso da France 2.
- 5 febbraio 1996, Lola da musica, programma trasmesso nei Paesi Bassi da VPRO.
- 22 giugno 1996, Rockpalast Open Air Festival di Lorelei, trasmesso dalla tv tedesca.
- 20 ottobre 1996, Bridge School Benefit, Shoreline Amphitheatre di Mountain View.
- 9 gennaio 1997, Birthday Benefit Concert, Madison Square Garden di New York.
- 19 giugno 2000, BowieNet Show, concerto riservato agli abbonati al sito ufficiale del cantante alla Roseland Ballroom di New York.
- 25 giugno 2000, Glastonbury Festival.
- 27 giugno 2000, BBC Radio Theatre di Londra, concerto trasmesso qualche mese dopo.
- 24 febbraio 2004, Rove Live, trasmesso in Australia da Network Ten.

## Pubblicazioni
The Man Who Sold the World è presente nelle seguenti raccolte:
- Best Deluxe (1973, uscito in Giappone)
- Sound + Vision (1989)
- The Best of David Bowie 1969/1974 (1997)
- The Platinum Collection (2005)
- Nothing Has Changed (2014)

Versioni live si trovano nel bonus disc di alcune versioni di 1.Outside del 1996, in quello dell'edizione limitata di Bowie at the Beeb del 2000 e in A Reality Tour del 2010.
La nuova registrazione mixata da Brian Eno nel 1995 è inclusa nel CD singolo Strangers When We Meet.

## Cover

### Cover di Lulu
La prima cover di The Man Who Sold the World è quella della cantante scozzese Lulu, che nel gennaio 1974 la eseguì in quello che il biografo David Buckley ha definito «un sordido stile da cabaret berlinese».
Più avanti la cantante ricordò di come Bowie l'avesse invitata ad un suo concerto, al termine del quale le disse che voleva registrare un disco con lei: «Non pensavo che sarebbe successo ma Bowie tornò due giorni dopo. Era assolutamente affascinante a quel tempo e io volevo solo essere guidata da lui. Amavo tutto ciò che faceva. Non pensavo che The Man Who Sold the World fosse la canzone migliore per la mia voce, ma era una grande canzone di per sé... In studio Bowie continuava a dirmi di fumare più sigarette, per dare alla mia voce una certa qualità».
Il brano venne registrato nel luglio 1973, durante le sessioni dell'album Pin Ups, prodotto e arrangiato da Mick Ronson e dallo stesso Bowie che contribuì anche con il sax e l'accompagnamento vocale. L'11 gennaio 1974 il 45 giri uscì nel Regno Unito, preceduto dall'esibizione di Lulu a Top of the Pops, e raggiunse la 3ª posizione nella Official Singles Chart il 16 febbraio.

#### Tracce
1. The Man Who Sold the World (David Bowie) - 3:58
2. Watch That Man (David Bowie) - 5:11

#### Formazione
- Lulu - voce
- Mick Ronson - chitarra elettrica
- Trevor Bolder - basso
- Aynsley Dunbar - batteria
- David Bowie - sassofono, cori
- Mike Garson - pianoforte

### Cover dei Nirvana
(David Bowie, ottobre 2000.)
La cover più celebre di The Man Who Sold the World è probabilmente quella eseguita in versione acustica il 18 novembre 1993 dai Nirvana nella trasmissione MTV Unplugged e inclusa nell'album MTV Unplugged in New York uscito l'anno successivo.
David Bowie ha detto a proposito della cover: «Sono rimasto semplicemente sbalordito quando ho scoperto che a Kurt Cobain piacevano i miei lavori, ho sempre voluto parlare con lui a proposito delle ragioni per cui aveva fatto una cover di The Man Who Sold the World... è stata una buona interpretazione e mi è sembrata in qualche modo molto onesta. Sarebbe stato bello lavorare con lui, ma anche solo parlare con lui sarebbe stato davvero fantastico».
Nel gennaio 1995 venne distribuito negli Stati Uniti un CD singolo promozionale che ottenne un enorme successo, grazie anche ad una notevole diffusione del brano nelle radio e al videoclip trasmesso nelle rotazioni di molte emittenti televisive. La canzone raggiunse il 6º posto nella classifica "Alternative Songs", il 12º in quella "Mainstream Rock Songs" e il 39º in quella "Radio Songs" di Billboard, ciò nonostante non è mai stato pubblicato un singolo ufficiale e il brano è stato poi inserito nella raccolta di greatest hits Nirvana del 2002.

#### Tracce
1. The Man Who Sold the World (David Bowie) - 3:48

#### Formazione
- Kurt Cobain - voce, chitarra solista
- Pat Smear - chitarra ritmica
- Krist Novoselic - basso
- Dave Grohl - batteria
- Lori Goldston - violoncello

### Altre cover
- Lea Laven in Niin del 1974 (versione in lingua finlandese intitolata Mies joka myi maailman)
- Midge Ure nella colonna sonora del film Party Party del 1982 (usata come colonna sonora del videogioco Metal Gear Solid V:The Phantom Pain)
- John Cougar Mellencamp in The Kid Inside del 1983
- gli Električni Orgazam in Les Chansones Populaires del 1983
- gli Here & Now in Fantasy Shift del 1983
- Richard Barone in Cool Blue Halo del 1987
- Ed Kuepper in Exotic Mail Order Moods del 1995
- i Pachora in Ast del 1999
- i Cybernauts in Cybernauts Live del 2000
- i Fear Cult in Goth Oddity 2000: A Tribute to David Bowie del 2000
- Kristen De Beauvoir in Smells Like Nirvana del 2000
- i Simple Minds in Neon Lights del 2001
- Tacye in Diamond Gods - Interpretations of Bowie del 2001
- i Vitamin String Quartet in The String Quartet Tribute to David Bowie del 2002
- Des de Moor e Russell Churney in Darkness and Disgrace del 2003
- i Bug Funny Music Foundation in Spiders from Venus: Indie Women Artists and Female-Fronted Bands Cover David Bowie del 2004
- gli Hearts Fail in .2 Contamination: A Tribute to David Bowie del 2006
- i Cocosuma in BowieMania: Une collection obsessionnelle de Beatrice Ardisson del 2007
- Marcus Van Heller in Hero - The MainMan Records Tribute to David Bowie del 2007
- Amanda Jo Williams in We Were So Turned On: A Tribute To David Bowie del 2010 (digital release)
- gli Ohashi Trio in Fake Book II del 2011
- The Lost Boys of Penzance in Ziggy Played Surf Guitar del 2011
- i Sinfonico Honolulu in Absolutely Live del 2011
- Federica Zammarchi in Jazz Oddity del 2011
- Claire Martin con The Montpellier Cello Quartet in Time and Place del 2014

#### Cover live
Diversi artisti hanno eseguito The Man Who Sold the World durante le esibizioni dal vivo, in particolare i Nirvana che dopo il set acustico a New York del 1993 inserirono regolarmente il brano nelle scalette dei concerti fino alla morte di Kurt Cobain. Tra gli altri, da ricordare Joseph Arthur, gli of Montreal, i Flaming Lips, Patti Smith, Alejandro Escovedo, Limahl, The Strypes, Lucinda Williams, i Phase e The Servants.
Altri "omaggi" sono avvenuti nel 2016 dopo la morte di David Bowie:
- Gary Oldman l'8 febbraio al Roxy Theatre di Los Angeles, durante il concerto benefico Celebrating David Bowie.[22]
- Beck, insieme a Krist Novoselic, Dave Grohl e Pat Smear, il 14 febbraio durante la serata di gala che ha anticipato la cerimonia dei Grammy Awards.[23]
- Michael Stipe il 29 marzo, durante The Tonight Show Starring Jimmy Fallon trasmesso da NBC.[24]